# Manewr Deschapelles
Manewr Deschapelles – manewr obrońcy polegający na poświęceniu własnej figury w celu wyrobienia dojścia do ręki partnera w kolorze, w którym poświęcono figurę. Manewr ten został po raz pierwszy zastosowany przez francuskiego szachistę A. L. H. Lebreton Deschapelles.
```
                       ♠ W 4 2
                       
♥
 A 8
                       
♦
 A D 10 6 2
                       ♣ K 7 6
             ♠ 10 9 6 5 3         ♠ A K 8
             
♥
 D 4 3 2            
♥
 K 6 5
             
♦
 5 4                
♦
 K W 3
             ♣ 9 8                ♣ W 10 5 4
                       ♠ D 7
                       
♥
 W 10 9 7
                       
♦
 9 8 7
                       ♣ A D 3 2
```

W wistuje w ♠10 przeciwko 2BA, obrońca E bije pierwszą lewę i gra piki jeszcze dwa razy.  Rozgrywający impasuje teraz karo, a E po wzięciu tej lewy wychodzi królem kier wyrabiając w tej sposób dojście do fort pikowych w ręce partnera.